# Joe Bossano
Joseph John Bossano, más conocido como Joe Bossano (Gibraltar, 10 de junio de 1939) es un político gibraltareño y líder del Partido Socialista Laborista de Gibraltar —GSLP, por sus siglas en inglés—. Fue ministro principal del territorio británico desde el 25 de marzo de 1988 hasta el 17 de mayo de 1996. Desde entonces y hasta la vuelta al poder de los socialistas, fue el líder de la oposición en el Parlamento de Gibraltar.

## Biografía
Su padre era de ascendencia portuguesa, y su madre de origen maltés. Su familia fue evacuada del territorio durante la Segunda Guerra Mundial, por lo que siguió las vicisitudes de la mayor parte de la población gibraltareña: primero se estableció en Casablanca, luego en Londres y después en el norte de Inglaterra. A los ocho años regresa a Gibraltar, junto con la mayor parte de los refugiados del Peñón.
Cursó sus estudios universitarios en el Reino Unido: ciencias económicas en la London School of Economics, y sociología en la Universidad de Birmingham. En 1972 vuelve a Gibraltar, orientándose hacia la actividad política y sindical. Comenzó su carrera política en el Partido de la Integración con el Reino Unido (IWBP), por el que fue elegido miembro de la Asamblea de Gibraltar en 1972. Dejó el IWBP en 1975 para formar el Movimiento Democrático de Gibraltar (GDM), el cual se transformó en 1980 en el actual GSLP.
Al mismo tiempo, Bossano desarrolló actividades sindicales, centrándose en alcanzar mejoras sociales para las clases trabajadoras del peñón. En 1978 consiguió resolver una reivindicación histórica del sindicalismo gibraltareño: los salarios de los trabajadores de Gibraltar fueron equiparados con los de los trabajadores procedentes de Gran Bretaña.
Su postura inflexible contra ningún acuerdo con España que afectara a la soberanía del territorio —con el eslogan «Give Spain No Hope»— causó considerables roces tanto con Madrid como con Londres. Las tesis de Bossano son favorables a la autodeterminación del territorio y al derecho de veto a cualquier acuerdo alcanzado entre España y el Reino Unido. Por ejemplo, mantuvo el bloqueo al acuerdo hispano-británico de 1987 para permitir un control conjunto del Aeropuerto de Gibraltar —situado en el istmo que no fue cedido mediante el Tratado de Utrecht y que el Reino Unido considera como propio con la argumentación de haberlo «ocupado durante un periodo continuado de tiempo»— entre ambos países. Sin embargo, como ministro principal de Gibraltar, mantuvo buenas relaciones con políticos municipales españoles.[cita requerida]
Durante sus dos mandatos, Bossano condujo la transformación económica de Gibraltar, consecuencia de la decadencia de las fuentes de empleo tradicionales —fundamentalmente el Ministerio de Defensa británico, a través de la base y los astilleros militares—, hacia un significativo sector privado, basado en su condición de centro financiero offshore y en la explotación del turismo.
Bossano se ha casado dos veces. Se separó de su primera esposa, con la que tuvo cuatro hijos, a principios de la década de 1980. En 1982 conoció a Rose Mary Roman, enfermera de un hospital psiquiátrico y compañera de sindicato, con la que se casó en 1988.